# 普通の人々 (オリジナルビデオ)
『普通の人々』（ふつうのひとびと）は、1993年に発売された竹中直人監督・主演のオリジナルビデオである。

## 出演者
- 竹中直人
- ビシバシステム（住田隆、西田康人）
- 布施絵里（遊園地再生事業団）
- マルセ太郎
- 神戸浩
- 松尾スズキ（大人計画）
- 武内享(チェッカーズ)
- 藤井尚之(チェッカーズ)
- カールスモーキー石井(米米CLUB)
- ジェームス小野田(米米CLUB)
- ジョプリン得能(米米CLUB)
- フラッシュ金子(米米CLUB)
- 石井美奈子(米米CLUB)
- 田口トモロヲ
- 松本真介(スチャダラパー:SHINCO)
- 松本洋介(スチャダラパー:ANI)
- 光嶋誠(スチャダラパー:BOSE)
- 荻野目慶子
- 桐島かれん
- 片桐はいり
- 本木雅弘
- 斉木しげる

## 収録作品
- ツボ
- ショート1・バス停
- 歩道橋
- 夫婦の会話2
- しびんの人(脳がふるえる・・・)
- クイズ「そっちの方がスゲェ～」
- 勝ち抜き「どっちが吐くか！」
- つらいあだなの会
- 夫婦の会話
- 電報
- ショート3・手品師
- 連続ドラマ「喫茶店」1.ジュース,2.松葉杖の男,3.アルバイト
- クイズ「江戸時代から生きているのは誰!?」
- カジモドの素敵な小箱
- ショート
- 子供服売場
- クイズ「気になる中身は」
- サラリーマン
- 別珍トリオが往く!1
- クイズ「気になる中身は」つづき
- ミニコンサート
- 別珍トリオが往く!2

## 製作スタッフ
- 監督・出演: 竹中直人
- 作・構成: 加藤芳一/岩松了/吉田戦車
- スペシャルサンクス:しりあがり寿/根本敬
- 製作：ケイエスエス
- 製作協力：サザンクロス